# S Kem Ty?
С Кем Ты? (en ruso ¿Con quién estás?) es el segundo álbum de estudio de Aria.

## Lista de canciones
| N.º | Título                    | Letras             | Música                    | Título en español               | Duración |  |
| 1.  | «Воля и Разум»            | Alexander Elin     | Andrey Bolshakov          | Voluntad y mente                | 4:34     |  |
| 2.  | «Встань, Страх Преодолей» | Elin               | Bolshakov                 | Levántate, vence al miedo       | 4:16     |  |
| 3.  | «Здесь Куют Металл»       | Elin               | Alik Granovsky            | Aquí se forja metal             | 4:42     |  |
| 4.  | «С Кем Ты?»               | Elin               | Granovsky                 | ¿Con quién estás?               | 4:43     |  |
| 5.  | «Без Тебя»                | Margarita Pushkina | Valery Kipelov, Bolshakov | Sin ti                          | 4:24     |  |
| 6.  | «Память о...»             | Instrumental       | Granovsky                 | Recuerdo de...                  | 2:49     |  |
| 7.  | «Икар»                    | Elin               | Bolshakov                 | Ícaro                           | 4:14     |  |
| 8.  | «Игры Не Для Нас»         | Elin               | Bolshakov                 | Los juegos no son para nosotros | 5:47     |  |

## Créditos
- Valery Kipelov - Voz
- Vladimir Holstinin - Guitarra
- Andrey Bolshakov - Guitarra
- Alexander Granovsky - Bajo
- Igor Molchanov - Batería
- Kirill Pokrovsky - Teclado

- Datos: Q2383753